# Cantil
Cantil – obszar niemunicypalny w Kern County, w Kalifornii (Stany Zjednoczone), na wysokości 615 m. Poczta w Cantil została otwarta w 1916 roku. Kod pocztowy to 93519, a numer kierunkowy to 760.

## Klimat
Średnia opadów w Cantil to 12,01 cm. Najwyższą zarejestrowaną temperaturą w historii w Cantil było 48,3 °C w 1972 roku. Najniższą temperaturą był 1 °C, zarejestrowany w 1963 roku.